# Hippeastrum blossfeldiae
Hippeastrum blossfeldiae là một loài thực vật có hoa trong họ Amaryllidaceae. Loài này được (Traub & J.L.Doran) Van Scheepen mô tả khoa học đầu tiên năm 1997.